# E. Ross Adair

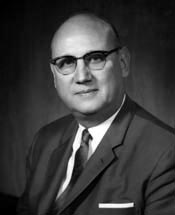
E. Ross Adair

Edwin Ross Adair (* 14. Dezember 1907 in Albion, Noble County, Indiana; † 5. Mai 1983 in Fort Wayne, Indiana) war ein US-amerikanischer Politiker. Zwischen 1951 und 1971 vertrat er den Bundesstaat Indiana im US-Repräsentantenhaus. Von 1971 bis 1974 war er Botschafter der Vereinigten Staaten in Äthiopien.

## Werdegang
Ross Adair besuchte die öffentlichen Schulen seiner Heimat und danach bis 1928 das Hillsdale College in Michigan. Nach einem anschließenden Jurastudium an der George Washington University in Washington, D.C. und seiner im Jahr 1933 erfolgten Zulassung als Rechtsanwalt begann er in Fort Wayne in diesem Beruf zu arbeiten. Zwischen 1940 und 1950 war er Nachlassbeauftragter im Allen County. Diese Zeit wurde durch den Zweiten Weltkrieg unterbrochen, in dem Adair zwischen 1941 und 1945 Leutnant einer Reserveeinheit war.
Nach dem Krieg begann Adair als Mitglied der Republikanischen Partei eine politische Laufbahn. Bei den Kongresswahlen des Jahres 1950 wurde er im vierten Wahlbezirk von Indiana in das US-Repräsentantenhaus in Washington gewählt, wo er am 3. Januar 1951 die Nachfolge von Edward H. Kruse antrat. Nach neun Wiederwahlen konnte er bis zum 3. März 1971 zehn Legislaturperioden im Kongress absolvieren. Diese waren von den Ereignissen des Kalten Krieges, des Koreakrieges, des Vietnamkrieges und der Bürgerrechtsbewegung geprägt. Während Adairs Zeit als Kongressabgeordneter wurden der 22., der 23., der 24. und der 25. Verfassungszusatz ratifiziert.
Im Jahr 1970 unterlag Adair dem Demokraten J. Edward Roush. Zwischen 1971 und 1974 war er als Nachfolger von William O. Hall US-Botschafter in Äthiopien. Danach praktizierte er wieder als Anwalt in Fort Wayne, wo er am 5. Mai 1983 verstarb.